# Yuzuru Shimada
Yuzuru Shimada (島田 譲 Shimada Yuzuru?), född 28 november 1990 i Ibaraki prefektur, är en japansk fotbollsspelare.
Shimada började sin karriär 2013 i Fagiano Okayama. Han spelade 103 ligamatcher för klubben. 2017 flyttade han till V-Varen Nagasaki.